# Pseudothaumatomyia macrocera
Pseudothaumatomyia macrocera är en tvåvingeart som beskrevs av Nartshuk 1963. Pseudothaumatomyia macrocera ingår i släktet Pseudothaumatomyia och familjen fritflugor. Inga underarter finns listade i Catalogue of Life.